# Collegio elettorale di Acqui Terme
Il collegio di Acqui Terme fu un collegio elettorale uninominale della Repubblica Italiana per l'elezione della Camera dei deputati. Apparteneva alla Circoscrizione Piemonte 2 e fu utilizzato per eleggere un deputato nella XII, XIII e XIV legislatura.

## Storia
Venne istituito nel 1993 con la cosiddetta Legge Mattarella (Legge n. 277, Nuove norme per l'elezione della Camera dei deputati), attuata in seguito al referendum abrogativo del 1993. La legge istituì per la Camera dei deputati e per il Senato della Repubblica un sistema di elezione misto, in parte maggioritario e in parte proporzionale. Il 75% dei parlamentari dell'assemblea veniva eletto in collegi uninominali tramite sistema maggioritario a turno unico; il restante 25% alla Camera veniva eletto tramite sistema proporzionale con liste bloccate.
Il collegio venne abolito insieme a tutti gli altri che costituivano la Camera con la promulgazione della legge elettorale successiva, la cosiddetta Legge Calderoli. Questa prevedeva un sistema proporzionale con premio di maggioranza, che alla Camera veniva attribuito a livello nazionale.

## Territorio
Il collegio di Acqui Terme era uno dei 36 collegi uninominali in cui era suddiviso il Piemonte e, come previsto dal D.Lgs. del 20 dicembre 1993 n. 536, era interamente compreso nella provincia di Alessandria e comprendeva i seguenti comuni: Acqui Terme, Albera Ligure, Alice Bel Colle, Arquata Scrivia, Belforte Monferrato, Bergamasco, Bistagno, Borghetto di Borbera, Borgoratto Alessandrino, Bosio, Cabella Ligure, Cantalupo Ligure, Capriata d'Orba, Carentino, Carpeneto, Carrega Ligure, Carrosio, Cartosio, Casaleggio Boiro, Cassine, Cassinelle, Castellania, Castelletto d'Erro, Castelletto d'Orba, Castelnuovo Bormida, Cavatore, Cremolino, Denice, Fraconalto, Francavilla Bisio, Frascaro, Gamalero, Gavi, Grognardo, Grondona, Lerma, Malvicino, Melazzo, Merana, Molare, Mongiardino Ligure, Montaldeo, Montaldo Bormida, Montechiaro d'Acqui, Morbello, Mornese, Morsasco, Orsara Bormida, Ovada, Pareto, Parodi Ligure, Ponti, Ponzone, Prasco, Predosa, Ricaldone, Rivalta Bormida, Rocca Grimalda, Roccaforte Ligure, Rocchetta Ligure, San Cristoforo, Sardigliano, Serravalle Scrivia, Sezzadio, Silvano d'Orba, Spigno Monferrato, Stazzano, Strevi, Tagliolo Monferrato, Tassarolo, Terzo, Trisobbio, Vignole Borbera, Visone e Voltaggio.

## Eletti
| Elezione | Elezione     | Deputato         | Partito                 |
| -------- | ------------ | ---------------- | ----------------------- |
|          | 1994         | Valerio Malvezzi | Polo delle Libertà (LN) |
|          | 1996         | Lino Rava        | L'Ulivo (PDS)           |
| 2001     | L'Ulivo (DS) | Lino Rava        |                         |

## Dati elettorali

### XII legislatura

#### Risultati proporzionale
| Coalizioni        | Coalizioni         | Liste                           | Liste                              | Voti   | %     |
| ----------------- | ------------------ | ------------------------------- | ---------------------------------- | ------ | ----- |
|                   | Polo delle Libertà |                                 | Forza Italia                       | 16.779 | 21,11 |
|                   | Polo delle Libertà | Lega Nord                       | 13.982                             | 17,59  |       |
| Totale Coalizione | Totale Coalizione  | 30.761                          | 38,70                              |        |       |
|                   | Progressisti       |                                 | Partito Democratico della Sinistra | 15.521 | 19,52 |
|                   | Progressisti       | Rifondazione Comunista          | 7.198                              | 9,05   |       |
|                   | Progressisti       | Partito Socialista Italiano     | 2.365                              | 2,97   |       |
|                   | Progressisti       | Federazione dei Verdi           | 2.292                              | 2,88   |       |
|                   | Progressisti       | Alleanza Democratica            | 1.535                              | 1,93   |       |
|                   | Progressisti       | La Rete - Movimento Democratico | 725                                | 0,91   |       |
| Totale coalizione | Totale coalizione  | 29.636                          | 37,26                              |        |       |
|                   | Patto per l'Italia |                                 | Partito Popolare Italiano          | 10.402 | 13,08 |
|                   | Alleanza Nazionale | Alleanza Nazionale              | Alleanza Nazionale                 | 5.256  | 6,61  |
|                   | Lista Pannella     | Lista Pannella                  | Lista Pannella                     | 3.441  | 4,33  |
| Totale            | Totale             | Totale                          | Totale                             | 79.496 |       |

#### Risultati uninominale
|                               | Valerio Malvezzi ✔️ Eletto | Polo delle Libertà (FI - LN - CCD - UDC) | 32 660 | 41,57 |  |  |  |  |  |
|                               | Adriano Icardi             | Progressisti                             | 28 351 | 36,08 |  |  |  |  |  |
|                               | Mirco Carlo Luigi Allegri  | Patto per l'Italia                       | 11 734 | 14,93 |  |  |  |  |  |
|                               | Gian Domenico Buffa        | Alleanza Nazionale                       | 5 827  | 7,42  |  |  |  |  |  |
| Totale                        | Totale                     | Totale                                   | 78 572 | 100   |  |  |  |  |  |
|                               |                            |                                          |        |       |  |  |  |  |  |
| Fonte: Ministero dell'interno |                            |                                          |        |       |  |  |  |  |  |

### XIII legislatura

#### Risultati proporzionale
| Coalizioni        | Coalizioni              | Liste                                     | Liste                              | Voti   | %     |
| ----------------- | ----------------------- | ----------------------------------------- | ---------------------------------- | ------ | ----- |
|                   | Polo per le Libertà     |                                           | Forza Italia                       | 15.363 | 19,98 |
|                   | Polo per le Libertà     | Alleanza Nazionale                        | 7.859                              | 10,22  |       |
|                   | Polo per le Libertà     | CCD-CDU                                   | 3.813                              | 4,96   |       |
| Totale coalizione | Totale coalizione       | 27.035                                    | 35,16                              |        |       |
|                   | L'Ulivo                 |                                           | Partito Democratico della Sinistra | 18.021 | 23,44 |
|                   | L'Ulivo                 | Popolari per Prodi (PPI-SVP-PRI-UD-Prodi) | 5.617                              | 7,31   |       |
|                   | L'Ulivo                 | Federazione dei Verdi                     | 1.791                              | 2,33   |       |
| Totale coalizione | Totale coalizione       | 25.429                                    | 33,08                              |        |       |
|                   | Lega Nord               | Lega Nord                                 | Lega Nord                          | 13.888 | 18,06 |
|                   | Progressisti            |                                           | Rifondazione Comunista             | 8.616  | 11,21 |
|                   | Lista Pannella - Sgarbi | Lista Pannella - Sgarbi                   | Lista Pannella - Sgarbi            | 1.618  | 2,10  |
|                   | Mani Pulite             | Mani Pulite                               | Mani Pulite                        | 293    | 0,38  |
| Totale            | Totale                  | Totale                                    | Totale                             | 76.879 |       |

#### Risultati uninominale
|                               | Lino Rava ✔️ Eletto | L'Ulivo             | 36 321 | 47,32 |  |  |  |  |  |
|                               | Gian Domenico Buffa | Polo per le Libertà | 24 736 | 32,23 |  |  |  |  |  |
|                               | Valerio Malvezzi    | Lega Nord           | 15 693 | 20,45 |  |  |  |  |  |
| Totale                        | Totale              | Totale              | 76 750 | 100   |  |  |  |  |  |
|                               |                     |                     |        |       |  |  |  |  |  |
| Fonte: Ministero dell'interno |                     |                     |        |       |  |  |  |  |  |

### XIV legislatura

#### Risultati proporzionale
| Coalizioni        | Coalizioni              | Liste                                 | Liste                   | Voti   | %     |
| ----------------- | ----------------------- | ------------------------------------- | ----------------------- | ------ | ----- |
|                   | Casa delle Libertà      |                                       | Forza Italia            | 20.990 | 28,47 |
|                   | Casa delle Libertà      | Alleanza Nazionale                    | 6.011                   | 8,15   |       |
|                   | Casa delle Libertà      | Lega Nord                             | 5.553                   | 7,53   |       |
|                   | Casa delle Libertà      | CCD-CDU                               | 1.492                   | 2,02   |       |
|                   | Casa delle Libertà      | Nuovo PSI                             | 809                     | 1,10   |       |
| Totale coalizione | Totale coalizione       | 34.855                                | 47,27                   |        |       |
|                   | L'Ulivo                 |                                       | Democratici di Sinistra | 14.834 | 20,12 |
|                   | L'Ulivo                 | La Margherita (Dem - PPI - RI- UDEUR) | 9.593                   | 13,01  |       |
|                   | L'Ulivo                 | Comunisti Italiani                    | 2.204                   | 2,99   |       |
|                   | L'Ulivo                 | Il Girasole (FdV - SDI)               | 1.786                   | 2,42   |       |
| Totale coalizione | Totale coalizione       | 28.417                                | 38,54                   |        |       |
|                   | Rifondazione Comunista  | Rifondazione Comunista                | Rifondazione Comunista  | 4.329  | 5,87  |
|                   | Lista Di Pietro         | Lista Di Pietro                       | Lista Di Pietro         | 2.787  | 3,78  |
|                   | Lista Pannella - Bonino | Lista Pannella - Bonino               | Lista Pannella - Bonino | 1.942  | 2,63  |
|                   | Democrazia Europea      | Democrazia Europea                    | Democrazia Europea      | 834    | 1,13  |
|                   | Fiamma Tricolore        | Fiamma Tricolore                      | Fiamma Tricolore        | 499    | 0,68  |
|                   | Abolizione scorporo     | Abolizione scorporo                   | Abolizione scorporo     | 72     | 0,10  |
| Totale            | Totale                  | Totale                                | Totale                  | 73.735 |       |

#### Risultati uninominale
|                               | Lino Rava ✔️ Eletto        | L'Ulivo            | 36 631 | 49,46 |  |  |  |  |  |
|                               | Margherita Boniver         | Casa delle Libertà | 32 147 | 43,41 |  |  |  |  |  |
|                               | Nadia Pastorino            | Lista Di Pietro    | 3 428  | 4,63  |  |  |  |  |  |
|                               | Giuseppe Angelo Mazzarello | Democrazia Europea | 1 855  | 2,50  |  |  |  |  |  |
| Totale                        | Totale                     | Totale             | 74 061 | 100   |  |  |  |  |  |
|                               |                            |                    |        |       |  |  |  |  |  |
| Fonte: Ministero dell'interno |                            |                    |        |       |  |  |  |  |  |